# Томаш Губочан
Томаш Губочан (словац. Tomáš Hubočan, нар. 17 вересня 1985, Жиліна) — словацький футболіст, захисник кіпрського клубу «Карміотісса» та національної збірної Словаччини.
У складі санкт-петербурзького «Зеніта» дворазовий володар Суперкубка Росії, володар Кубка Росії, чемпіон Росії та володар Суперкубка УЄФА.

## Клубна кар'єра
Народився 17 вересня 1985 року в Жиліні. Вихованець футбольної школи місцевого клубу «Жиліна». Дорослу футбольну кар'єру розпочав 2004 року в основній команді того ж клубу, в якій провів один сезон, взявши участь лише у 2 матчах чемпіонату.
Згодом з 2005 по 2006 рік грав на умовах оренді у складі команди клубу «ВіОн», після чого ще на два сезони повернувся до «Жиліни», де став регулярно залучатися до основного складу.
Своєю грою за останню команду привернув увагу представників тренерського штабу санкт-петербурзького «Зеніта», до складу якого приєднався 2008 року. Відіграв за санкт-петербурзьку команду наступні шість сезонів своєї ігрової кар'єри. Протягом цих років виборов титул володаря Суперкубка Росії, ставав володарем Суперкубка УЄФА.
До складу клубу «Динамо» (Москва) приєднався 29 серпня 2014 року, уклавши з москвичами трирічний контракт.

## Виступи за збірну
2006 року дебютував в офіційних матчах у складі національної збірної Словаччини. Наразі провів у формі головної команди країни 73 матчі.

## Титули і досягнення
- Чемпіон Словаччини (2):

«Жиліна»:  2003-04, 2006-07
- Чемпіон Росії (2):

«Зеніт»:  2010, 2011-12
- Володар Кубка Росії (1):

«Зеніт»:  2009-10
- Володар Суперкубка Росії (2):

«Зеніт»:  2008, 2011
- Володар Суперкубка УЄФА (1):

«Зеніт»:  2008
- Чемпіон Кіпру (1):

«Омонія»: 2020-21
- Володар Суперкубка Кіпру (1):

«Омонія»: 2021
- Володар Кубка Кіпру (1):

«Омонія»: 2021-22